# Sindangsari (Kasomalang)
Sindangsari is een bestuurslaag in het regentschap Subang van de provincie West-Java, Indonesië. 
Sindangsari telt 6829 inwoners (volkstelling 2010).